# بازی عالی جنگ بزرگ
بازی عالی جنگ بزرگ (انگلیسی: Great Big War Game) یک بازی ویدئویی استراتژی نوبتی چندنفره آنلاین برای سکو‌های اندروید، آی‌اواس، ویندوز، بلک‌بری و مک اواس می‌باشد که توسط روبیکون دولوپمنتز توسعه و نشر پیدا کرده است. این بازی اولین بار در ۱۸ ژوئیه ۲۰۱۲ منتشر شد.
بازی عالی جنگ بزرگ ادامهٔ بازی عالی جنگ کوچک (۲۰۱۱) می‌باشد.